# Gołogrzbiet
Gołogrzbiet – wzniesienie o wysokości 940 m n.p.m., w południowo-zachodniej Polsce w Górach Bialskich w Sudetach Wschodnich.

## Położenie
Wzniesienie położone, w północnej części Gór Bialskich w Sudetach Wschodnich, około 2,4 km, na południowy wschód od centrum Starego Gierałtowa i 0,8  km na wschód od wzniesienia Łysiec.  

## Fizjografia
Wzniesienie o zróżnicowanych zboczach i niewielkim kopulastym szczycie. Razem z Gołogórą i Łyścem tworzą  masyw Gór Bialskich najdalej wysunięty na północ w kierunku Obniżenia Lądka i Stronia oraz doliny rzeki Białej Lądeckiej. Wzniesienie charakteryzuje się wyraźnie podkreślonymi zboczami, regularną rzeźbą i urozmaiconym ukształtowaniem. Całe wzniesienie położone jest na obszarze Śnieżnickiego Parku Krajobrazowego. Wyrasta w grzbiecie odchodzącym od Gołogóry w kierunku północno-wschodnim. Wzniesienie ma postać kopuły z wyraźnie podkreśloną częścią szczytową i dość stromo opadającymi zboczami: północnym, wschodnim i południowym. Wzniesienie od północy od wzniesień Gór Złotych wyraźnie wydziela dobrze wykształcona erozyjna dolina Białej Lądeckiej. Zachodnie zbocze minimalnie opada w stronę niewielkiej doliny, przechodząc w  wschodnie zbocze wyższego o 24 m wzniesienia Łysiec. Położenie wzniesienia, kształt i wyraźnie podkreślona część szczytowa czynią wzniesienie rozpoznawalnym w terenie.

## Budowa
Wzniesienie w całości zbudowane ze skał metamorficznych łupków łyszczykowych i gnejsów gierałtowskich. Szczyt i zbocza wzniesienia pokrywa niewielkiej grubości warstwa młodszych osadów glin, żwirów, piasków i lessów z okresu zlodowaceń plejstoceńskich i osadów powstałych w chłodnym, peryglacjalnym klimacie.

## Roślinność
Wzniesienie w całości porośnięte monokulturowym lasem świerkowym regla dolnego. Wzniesienie pod koniec XX wieku dotknęły zniszczenia wywołane katastrofą ekologiczną w Sudetach obecnie w miejscach częściowo zniszczonego drzewostanu porasta świerkowy młodnik.

## Inne
W kierunku północy od szczytu do drogi Bialska Pętla ciągnie się szeroki bezleśny pas, który od strony zachodniej daje wrażeni jakoby grzbiet wzniesienia był goły. Być może to miało wpływ na dziwną nazwę wzniesienia. 

## Turystyka
Przez szczyt wzniesienia nie prowadzi szlak turystyczny. Zachodnim zboczem prowadzą szlaki turystyczne:
- pieszy –  fragment szlaku prowadzący przez Lądek-Zdrój, Stary Gierałtów, Przełęcz Staromorawską i dalej[1].
- rowerowy - prowadzący północnym i wschodnim zboczem wzdłuż drogi Bialska Pętla.

Na południowo-zachodnim zboczu znajduje przy szlaku turystycznym się punkt widokowy. Na szczyt wzniesienia prowadzą od Bialskiej Pętli leśne ścieżki. Na północno-zachodnim zboczu wzniesienia na poz 800–840 m n.p.m. powyżej drogi Bialska Pętla wznosi się atrakcyjna grupa gnejsowych skałek Trzy Siostry.